# Cuphea sucumbiensis
Cuphea sucumbiensis là một loài thực vật có hoa trong họ Lythraceae. Loài này được Lourteig mô tả khoa học đầu tiên năm 1954.